# Kodeks Naniański
Codex Nanianus oznaczany symbolami U albo 030 (Gregory-Aland), ε 90 (von Soden) – grecki rękopis Nowego Testamentu pisany uncjałą na pergaminie. Zawiera pełny tekst czterech Ewangelii. Paleograficznie datowany jest zwykle na IX wiek. Przechowywany jest w Wenecji, w bibliotece Marciana (numer kat. 1397 I,8). Nazwa kodeksu pochodzi od jego ostatniego właściciela Giovanniego Nanniego (1432–1502).
Tekst kodeksu zasadniczo reprezentuje bizantyjską tradycję tekstualną, z licznymi odchyleniami, których znaczna część jest zgodna z tradycją aleksandryjską. Rękopis jest cytowany w krytycznych wydaniach greckiego Nowego Testamentu.
Posiada system odniesień marginalnych (patrz ilustracja II).

## Opis
Kodeks zawiera 291 pergaminowych kart (22,5 na 16,7 cm), karty ułożone zostały w quarto, tzn. cztery karty w jednym foliale. Tekst pisany jest w dwóch kolumnach na stronę. Każda kolumna zawiera 21 linijek. Inicjały oraz litery w tytule pisane są złotym atramentem, litery tekstu zasadniczego są brunatne. Kodeks został spisany na pięknym pergaminie. Tekst rękopisu sporządzono starannie i z wielką dbałością. Litery są okrągłe, jedynie na końcu bywają ściśnięte. Kształt liter przypomina bezpośrednie stadium tuż przed kompresją uncjały.
Manuskrypt zawiera Epistula ad Carpianum, tablice Euzebiusza, tablice κεφαλαια (spis treści) przed każdą Ewangelią. Tekst dzielony jest według κεφαλαια (rozdziały), których numery umieszczone zostały na lewym marginesie, a ich τιτλοι (tytuły) w górnym marginesie. Kodeks stosuje również inny podział, według mniejszych Sekcji Ammoniusza, z odniesieniami do Kanonów Euzebiusza. Liczba sekcji w Ewangelii Marka wynosi 233 (większość rękopisów 235). Zawiera też ilustracje oraz noty marginalne.
Rękopis jest iluminowanym kodeksem, zawierającym kolorowe, ozdobione złotem, miniatury. Przed Ewangelią Marka umieszczona została ilustracja przedstawiająca chrzest Jezusa, przed Ewangelią Jana ilustracja pokazuje stojącego Ewangelistę i piszącego w pozycji siedzącej Prochorusa, w górze obłoki, z których wychodzą promienie.

## Tekst

### Tekstualna przynależność

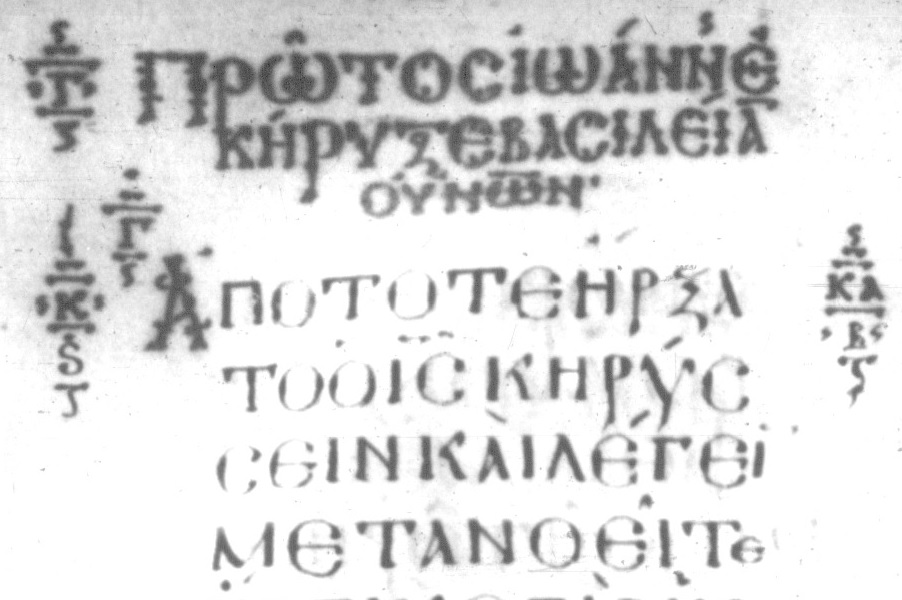
Codex Nanianus Mt 5,17

Już Tregelles zauważył, że tekst kodeksu zasadniczo przekazuje tekst bizantyjski, jednak w pewnych miejscach występują aleksandryjskie warianty. Hermann von Soden nie zaliczył go do standardowego tekstu bizantyjskiego (oznaczał go przez siglum K), przypisał go do I°, to jest tekstu powstałego – jego zdaniem – w wyniku recenzji dokonanej przez Pamfiliusza z Cezarei (ok. 300 AD). Aland zaszeregował go do Kategorii V, pomimo iż nie jest to standardowy tekst bizantyjski i ma liczne warianty niebizantyjskie .
Tekst kodeksu nie przynależy do konkretnej podrodziny tekstu bizantyjskiego, w wielu partiach zawiera mieszany tekst bizantyjski, a także lekcje niebizantyjskie. W niektórych partiach, jak np. w Łk 10 przekazuje tekst zgodny z rodziną Kx, jest to jedna z najpóźniejszych rodzin tekstu bizantyjskiego. W Łk 1 i Łk 20 przekazuje mieszany tekst bizantyjski i wykazuje w nich znaczne podobieństwo do minuskułów 974 i 1006. Pod względem tekstualnym stoi też w bliskiej relacji do Kodeksu Bazylejskiego, który należy do rodziny E (Sodena Ki), jednej z najstarszych rodzin tekstu bizantyjskiego, ale nie należy do niej. Jedynie Greelings zaliczał go do tej rodziny, który rodzinę tę pojmował szerzej niż inni krytycy tekstu . Jednak Wisse, a za nim inni krytycy tekstu zaprzeczyli, by można było go uznać za członka rodziny E. Podsumowując, tekst bizantyjski jest nierówny, w jednych partiach przekazuje wczesne jego stadium (wczesnobizantyjski), w innych natomiast późniejsze (standardowy).
Kodeks zawiera sporne teksty, takie jak: „Znaki czasu” (Mt 16,2b-3); Dłuższe zakończenie Marka (Mk 16,9-20); „krwawy pot Jezusa” (Łk 22,43-44); J 5,3.4; Pericope adulterae (7,53-8,11) bez oznakowania przez asterysk lub obelisk. Jednak tekst Mk 16,9-20 nie został zaopatrzony w Sekcje Ammoniusza i Kanony Euzebiusza.

### Aleksandryjskie warianty tekstowe
W Ewangelii Mateusza 2,15 – ta sama sytuacja w Mateuszu 2,17 – przekazuje wariant υπο του κυριου (przez Pana) zamiast υπο κυριου (przez pana); wariant ten wspierany jest przez rękopisy: Sinaiticus (א), Vaticanus (B), Efrema (C), Kodeks Bezy, Dublinensis, Tischendorfianus IV, Sangallensis, Petropolitanus, wariant υπο κυριου wspierany jest przez rękopisy Basilensis, Cyprius, Regius, Campianus, Vaticanus 354, Mosquensis II.

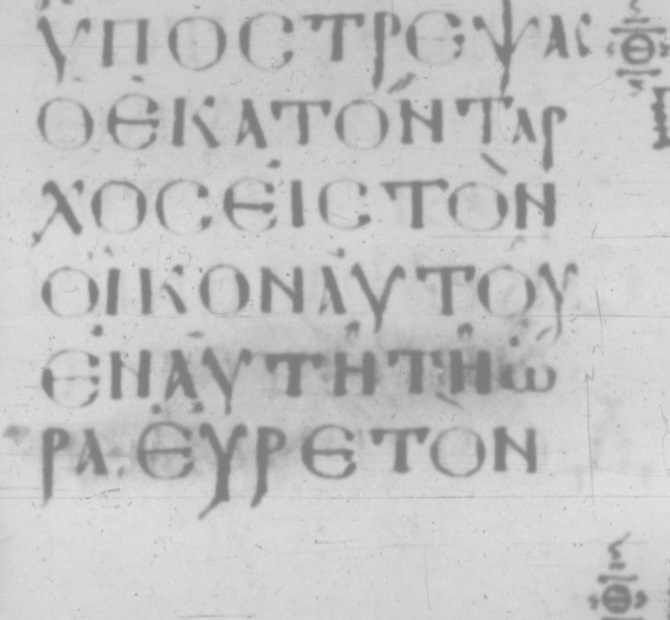
Interpolacja w Mt 8,13

W Mateuszu 8,13 (por. Łk 7,10) Posiada interpolację και υποστρεψας ο εκατονταρχος εις τον οικον αυτου εν αυτη τη ωρα ευρεν τον παιδα υγιαινοντα („A kiedy setnik wrócił do domu swego tej godziny, znalazł sługę zdrowego”) por. Łk 7,10, dodatek ten zawierają Kodeks Synajski, Efrema, Bazylejski (022), 038 (0250), f1 (33, 1241), g1, syrh.
U Mateusza 27,49 zawiera aleksandryjską interpolację ἄλλος δὲ λαβὼν λόγχην ἒνυξεν αὐτοῦ τὴν πλευράν, καὶ ἐξῆλθεν ὖδορ καὶ αἳμα (i wziął swoją włócznię i przebił Jego bok, i natychmiast wyszły woda i krew); dodany wiersz pochodzi z Jana 19,34 i jest charakterystyczny dla rękopisów aleksandryjskiej tradycji. Interpolacja występuje w rękopisach: Synajski, Watykański, Ephraemi, Regius, Tischendorfianus IV, 1010, 1293, syrpal i rękopisach etiopskich.
W Ewangelii Jana 1,29 brak frazy ο Ιωαννης (Jan), podobnie jak w rękopisach aleksandryjskich oraz wczesnych bizantyjskich.
U Jana 2,13 przekazuje wariant ο Ιησους εις Ιεροσολυμα (Jezus do Jerozolimy), większość rękopisów przekazuje tę frazę w kolejności εις Ιεροσολυμα ο Ιησους (do Jeruzolimy Jezus); lekcję kodeksu wspierają manuskrypty: Papirus Bodmer II, Papirus Bodmer XIV-XV, Codex Seidelianus I, Codex Regius, Campianus, Petropolitanus Purpureus, 0211, 1010 1505, lekcjonarz 425, lekcjonarz 640, oraz inne rękopisy.
U Jana 4,35 przekazuje wariant ετι τετραμενος εστι (jeszcze cztery miesiące), większość rękopisów ma τετραμενος εστι (cztery miesiące).
U Jana 5,5 przekazuje wariant τριακοντα και οκτω ετη (trzydzieści i osiem lat), w czym jest zgodny z aleksandryjskimi rękopisami, większość rękopisów ma τριακονταοκτω ετη (trzydzieści osiem lat). Następujące po tej frazie słowo εχων (mający) zostało opuszczone.
U Jana 5,16 fraza οι Ιουδαιοι τον Ιησουν (Żydzi Jezusa) uzyskuje aleksandryjską sekwencję słów, większość rękopisów przekazuje tę frazę w innej kolejności słów: τον Ιησουν οι Ιουδαιοι (Jezusa Żydzi).
u Jana 5,44 przekazuje wariant αλληλων (innych) w czym jest zgodny z aleksandryjskimi rękopisami, większość rękopisów przekazuje ανθρωπων (ludzi).
U Jana 6,40 przekazuje wariant τουτο γαρ (to bowiem) podobnie jak aleksandryjskie rękopisy, większość rękopisów ma τουτο δε (to zaś).
U Jana 6,54 przekazuje wariant καγω αναστησω podobnie jak aleksandryjskie rękopisy, większość rękopisów ma και εγω αναστησω.
U Jana 7,8 przekazuje wariant ο εμος καιρος (mój czas) podobnie jak aleksandryjskie rękopisy, większość rękopisów ma ο καιρος ο εμος (czas mój).

### Jan 7,53-8,11
W Ewangelii Jana 8,2 po słowach οφθρου δε παλιν zawiera wariant βαθεος ελθεν ο Ιησους zamiast reprezentowanego przez większość παρεγενετο.
U Jana 8,4 przekazuje ειπον (powiedzieli) zamiast λεγουσι (mówią); wariant ten wspierany jest przez Kodeks Tischendorfa III.
U Jana 8,7 it przekazuje wariant αναβλεψας (spojrzał) zamiast ανακυψας (podnosząc) albo ανεκυψεν (podniósł); wariant wspierany jest przez rękopisy Tischendorfianus III, rękopisy rodziny Ferrara (f13), oraz 700.
U Jana 8,8 tekst kodeksu zawiera unikatowy dodatek: ενος εκαστου αυτων τας αμαρτιας (grzechy każdego z nich). Ten wariant tekstualny zawiera minuskuł 73, 95, 331, 364, 658, 700, 782, 1592 i niektóre ormiańskie rękopisy. Minuskuł 652 ma ten wariant na marginesie naniesiony przez późniejszą rękę. Minuskuł 264 zawiera go w Jan 8,6.
U Jana 8,10a zawiera: Ιησους ειδεν αυτην και zamiast: Ιησους και μηδενα θεασαμενος πλην της γυναικος; niektóre rękopisy mają jedynie: Ιησους. Wariant kodeksu jest wspierany przez rękopisy: Tischendorfianus III, rękopisy rodziny f13, 225, 700, 1077, 1443, lekcjonarz 185mg, oraz etiopskie rękopisy.
U Jana 8,10b przekazuje που εισιν οι κατηγοροι σου zamiast που εισιν [εκεινοι] οι κατηγοροι; wariant kodeksu wspierany jest przez rękopisy: Seidelianus I, Vaticanus 354, rękopisy rodziny Ferrara (f13), 28, 225, 700, 1009; wariant που εισιν [εκεινοι] οι κατηγοροι σου wspierany jest przez rękopisy: Basilensis, Boreelianus, Seidelianus I, Cyprius, 1079; wariant που εισιν zawierają rękopisy: Bezae, Campianus, Tischendorfianus IV, Tischendorfianus III, oraz rękopisy tekstualnej rodziny Lake’a (f1).
U Jana 8,11 zawiera ειπεν δε αυτη ο Ιησους (powiedział zaś jej Jezus) zamiast ο δε Ιησους ειπεν αυτη (zaś Jezus powiedział jej) albo ειπεν δε ο Ιησους (powiedział zaś Jezus); wariant kodeksu jest wspierany przez rękopis Tischendorfianus IV oraz 700.

### Inne warianty
W Ewangelii Mateusza 8,13 (por. Łk 7,10) posiada interpolację και υποστρεψας ο εκατονταρχος εις τον οικον αυτου εν αυτη τη ωρα ευρεν τον παιδα υγιαινοντα (a kiedy setnik powrócił do swego domu tej godziny, znalazł sługę zdrowym); interpolację tę zawierają również rękopisy: Sinaiticus, Efrema (N), Koridethi (0250), rodzina f1 (33, 1241), g1, syrh.
W Ewangelii Jana 2,1 przekazuje wariant τριτη ημερα (trzeciego dnia) zamiast ημερα τη τριτη (dnia trzeciego); wariant ten wspierany jest przez rękopisy: Vaticanus, Koridethi, rękopisy tekstualnej Rodziny Ferrara, 196, 743.
U Jana 2,3 przekazuje unikatowy wariant λεγει η μητηρ αυτου προς αυτον (jego matka powiedziała do niego), wszystkie pozostałe rękopisy mają λεγει η μητηρ του Ιησου προς αυτον (matka Jezusa powiedziała do niego).
U Jana 3,2 przekazuje wariant προς αυτον (do niego), większość rękopisów ma προς τον Ιησουν (do Jezusa); wariant kodeksu wspierany jest przez Sinaiticus, Alexandrinus, Vaticanus, Cyprius, Regius, Vaticanus 354, Macedoniensis, Sangallensis, Koridethi, Tischendorfianus III, Petropolitanus, Atous Lavrensis, Athous Dionysiou, Kodeks 047, 0211, 7, 9, 461, 565.
U Jana 3,34 przekazuje rzadki wariant εκ μερους (z części) zamiast εκ μετρου (z miary); wariant wspierany jest tylko przez 1505.
U Jana 4,51 zawiera υιος (syn) zamiast παις (sługa); wariant wspierany jest przez Kodeks Bezy, Cyprius, Petropolitanus Purpureus, Petropolitanus, 0141, 33, 194, 196, 743, 817, 892, 1192, 1216, 1241.
U Jana 6,3 fraza ο Ιησους εις το ορος (Jezus na górę) posiada unikatową sekwencję słów, inne rękopisy przekazują ją w następującej kolejności: εις το ορος ο Ιησους (na górę Jezus).
U Jana 6,24 zawiera unikatowy wariant εγνω (poznał) zamiast ειδεν (zobaczył); wariant nie jest wspierany przez żaden znany rękopis.
U Jana 6,51 zawiera unikatowy wariant περι της του κοσμου ζωης (o życie świata), inne rękopisy mają υπερ της του κοσμου ζωης (za życie świata).
U Jana 6,67 przekazuje wariant μαθηταις (uczniowie), zamiast δωδεκα (dwanaście); wariant wspierany jest przez Kodeks Koridethi.
U Jana 7,17 zawiera wariant ποτερον, ale korektor zamienił to na προτερον, wariant ten wspierany jest przez minuskuły 1216 i 1519.
U Jana 7,32 przekazuje wariant οι αρχιερεις και οι Φαρισαιοι υπηρετας, taka sekwencja słów wspierana jest przez rękopisy: {\displaystyle {\mathfrak {P}}^{75},} Vaticanus, Seidelianus I, Cyprius, Regius, Petropolitanus Purpureus, Borgianus, Washingtonianus, Koridethi, Petropolitanus, Athous Lavrensis, 0105, 0141, 9, 565, 1241. Większość rękopisów przekazuje tę frazę w następującej sekwencji słów: υπηρετας οι Φαρισαιοι και οι αρχιερεις.
U Jana 7,34 brak frazy και οπου ειμι εγω υμεις ου δυνασθε ελθειν (a gdzie ja będę wy przyjść nie możecie). Opuszczenie to nie jest wspierane przez żaden znany rękopis.

## Historia kodeksu

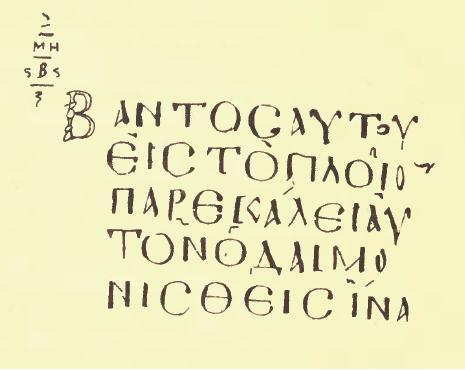
Marek 5,18 (XIX-wieczne wydanie facsimile Horne’a-Tregellesa)

Dawniej uważano, że rękopis pochodzi z X lub XI wieku. Andreas Birch datował na X lub XI wiek, Scholz, Scrivener na X wiek. Tregelles i Gregory datowali rękopis na IX lub X wiek. Współcześnie paleografowie datują go na wiek IX. Kodeks należał niegdyś do Giovanniego Nanniego (1432–1502), zanim trafił do Biblioteca Marciana w Wenecji.
Mingarelli sporządził pierwszy opis rękopisu. Friedrich Münter (1761–1830) jako pierwszy skolacjonował wybrane partie kodeksu i przesłał je dla Andreasa Bircha. Birch wykorzystał je w swoim wydaniu greckiego tekstu czterech Ewangelii . Później Andreas Birch osobiście badał rękopis i sporządził krótki jego opis w 1801 roku:

In Bibliotheca Equitis Nanii codex asservatur charactere unciali exaratus Seculo X vel XI, complectens Qvattuor Evangelia cum Eusebii Canonibus. De hoc plura vide in Catalogo Codd. graecorum, qvi apud Nanios asservantur, studio et opera Mingarelli publicatam. Excerpta hujus codicis in adnotationibus hinc inde obvia, mecum communicavit Vir. Cl. Münter...
W Bibliotece Naniańskiej przechowywany jest kodeks pisany uncjałą pochodzącą z X lub XI wieku, zawiera pełny tekst czterech Ewangelii z Kanonami Euzebiusza. Wiele o nim napisano w Katalogu greckich kodeksów przechowywanych w bibliotece Naniańskiej, opublikowanym przez Mingarelliego. Wyciągi z tych kodeksów i ich opisy sporządził mi Cl. Münter...

Tekst kodeksu został skolacjonowany niezależnie przez Tischendorfa w 1843 roku i Tregellesa w 1846 roku, następnie oba odczyty tekstu zostały porównane i uzgodnione. Tischendorf często go cytował w swoim Editio Octava Critica Maior . Rękopis badany był ponadto przez Scholza i Gregory’ego.
William Hatch (1875–1972), amerykański paleograf i biblista, opublikował metodą fotograficznego facsimile jedną stronę kodeksu w roku 1939.
Kodeks jest rzadko cytowany w krytycznym wydaniu greckiego tekstu Nowego Testament Nestle-Alanda (siglum „U”). Ani razu nie jest cytowany w tekście głównym, dlatego nie został też wymieniony we wprowadzeniu do wydania. Kodeks nie został omówiony przez Metzgera w jego The Text of the New Testament... ani w Manuscripts of the Greek Bible... , co oznacza, że nie przyznano mu znaczącej wartości tekstualnej. Często jest natomiast cytowany w The Gospel According to John in the Byzantine Tradition (2007), w którym oznaczany jest przez siglum „030” .